# Lista de estádios de futebol de Angola
Abaixo encontra-se a lista com os principais estádios de futebol de Angola.
| #  | Imagem | Estádio                                       | Capacidade | Equipa                                                                                            | Cidade   | Inauguração   |
| -- | ------ | --------------------------------------------- | ---------- | ------------------------------------------------------------------------------------------------- | -------- | ------------- |
| 1  |        | Estádio Nacional 11 de Novembro               | 50 000     | Primeiro de Agosto, Atlético Petróleos de Luanda, Benfica de Luanda e Seleção Angolana de Futebol | Luanda   | 2009          |
| 2  |        | Estádio da Cidadela                           | 40 000     | Progresso do Sambizanga, Atlético Sport Aviação                                                   | Luanda   | 1972          |
| 3  |        | Estádio Nacional de Ombaka                    | 35 000     | Clube Nacional de Benguela e Seleção Angolana de Futebol                                          | Benguela | 2009          |
| 4  |        | Estádio Nacional da Tundavala                 | 20 000     | Clube Desportivo Da Huíla                                                                         | Lubango  | 2010          |
| 5  |        | Estádio Nacional do Chiazi                    | 20 000     | Futebol Clube de Cabinda                                                                          | Cabinda  | 2010          |
| 6  |        | Estádio França Ndalu                          | 20 000     | Clube Desportivo Primeiro de Agosto                                                               | Luanda   | 2023          |
| 7  |        | Estádio do Santos                             | 17 000     | Santos Futebol Clube de Angola                                                                    | Viana    | 2003          |
| 8  |        | Estádio Mário Santiago                        | 16 000     | Progresso do Sambizanga                                                                           | Luanda   | 1996          |
| 9  |        | Estádio do Ferroviário da Huíla               | 15 000     | Clube Desportivo Da Huíla                                                                         | Lubango  | 1970          |
| 10 |        | Estádio Nossa Senhora do Monte                | 12 000     | Clube Desportivo Da Huíla                                                                         | Lubango  | - / 2009      |
| 11 |        | Estádio dos Coqueiros                         | 12 000     | Sport Luanda e Benfica, Kabuscorp SC                                                              | Luanda   | 1947 / 2005   |
| 12 |        | Estádio Atlético de São Filipe                | 12 000     | Atlético De Benguela                                                                              | Benguela | -             |
| 13 |        | Estádio dos Kurikutelas                       | 8 000      | Ferroviário do Huambo, JGMASC Huambo                                                              | Huambo   | 1947          |
| 14 |        | Estádio Joaquim Dinis                         | 7 800      | GD Interclube                                                                                     | Luanda   | 2003          |
| 15 |        | Estádio Municipal Edelfride Palhares da Costa | 6 000      | EC Primeiro de Maio                                                                               | Benguela | 1970's        |
| 16 |        | Estádio 4 de Janeiro                          | 5 000      | ASK Dragão, Santa Rita de Cássia                                                                  | Uíge     | 1968          |
| 17 |        | Estádio do Buraco                             | 5 000      | Académica Petróleos Clube do Lobito                                                               | Lobito   | 1970's / 2009 |
| 19 |        | Estádio dos Embondeiros                       | 3 000      | Académica Petróleo Kwanda Soyo                                                                    | Soyo     | -             |